# 劉景寅 (弘治進士)
劉景寅（1466年—1517年），字生之，四川敘州府南溪縣人。明朝官员。

## 生平
弘治六年（1493年）癸丑科第二甲第二十六名進士出身。授戶部主事。升任戶部員外郎。當時劉瑾專政，欲拉攏劉景寅，劉景寅堅持不順從，被劉瑾以革職脅迫。劉瑾伏誅後升授陝西布政使司右參政，正德十二年（1517年）值明武宗北征，眾官吏都跟隨前往行在，劉景寅坐鎮城中，因政務煩劇，過勞卒於任上。

## 家族
曾祖劉琬，祖劉恂，父劉忠，母鄧氏（封宜人）。
族中劉忠、劉信、劉景宇都相繼考取進士。

## 遺跡
南溪縣城中大街建有劉氏一門四進士題名牌坊，上書「繡衣繼美」。墓在縣城東五里九龍灘岸後。

## 著作
- 《忠恕軒集》
- 選輯《陸放翁詩集》